# Kalvarija (plaats)
Kalvarija is een kleine stad in het zuiden van Litouwen en ligt in het district Marijampolė. Het ligt 70 kilometer ten zuiden van Kaunas en 140 kilometer ten westen van de hoofdstad Vilnius.